# Guido Masetti
Guido Masetti (Verona, Provincia de Verona, Italia, 22 de noviembre de 1907 - Roma, Provincia de Roma, Italia, 27 de noviembre de 1993) fue un futbolista y director técnico italiano. Se desempeñaba en la posición de guardameta. Fue el último sobreviviente del equipo campeón mundial italiano de 1934.

## Selección nacional
Fue internacional con la selección de fútbol de Italia en 2 ocasiones. Debutó el 5 de abril de 1936, en un encuentro amistoso ante la selección de Suiza que finalizó con marcador de 2-1 a favor de los italianos.

### Participaciones en Copas del Mundo
| Mundial                        | Sede    | Resultado |
| ------------------------------ | ------- | --------- |
| Copa Mundial de Fútbol de 1934 | Italia  | Campeón   |
| Copa Mundial de Fútbol de 1938 | Francia | Campeón   |

## Clubes

### Como futbolista
| Club          | País   | Año         |
| ------------- | ------ | ----------- |
| Hellas Verona | Italia | 1929 - 1930 |
| A. S. Roma    | Italia | 1930 - 1943 |

### Como entrenador
| Club              | País   | Año         |
| ----------------- | ------ | ----------- |
| Colleferro Calcio | Italia | 1940 - 1941 |
| A. S. Roma        | Italia | 1943 - 1945 |
| S. S. Viterbese   | Italia | 1945 - 1946 |
| A. S. Gubbio      | Italia | 1946 - 1947 |
| A. C. Rimini      | Italia | 1948 - 1950 |
| A. S. Roma        | Italia | 1950 - 1951 |
| U. S. Palermo     | Italia | 1951 - 1952 |
| A. C. Reggiana    | Italia | 1952 - 1953 |
| A. C. Pisa        | Italia | 1954        |
| Colleferro Calcio | Italia | 1955 - 1956 |
| A. S. Roma        | Italia | 1956 - 1957 |
| S. S. Romulea     | Italia | 1958 - 1960 |

## Palmarés

### Como futbolista

#### Campeonatos nacionales
| Título  | Club       | País   | Año     |
| ------- | ---------- | ------ | ------- |
| Serie A | A. S. Roma | Italia | 1941-42 |

#### Copas internacionales
| Título                 | Equipo              | País   | Año  |
| ---------------------- | ------------------- | ------ | ---- |
| Copa Mundial de Fútbol | Selección de Italia | Italia | 1934 |
| Copa Mundial de Fútbol | Selección de Italia | Italia | 1938 |

### Como entrenador

#### Campeonatos nacionales
| Título  | Club              | País   | Año     |
| ------- | ----------------- | ------ | ------- |
| Serie C | A. S. Gubbio      | Italia | 1946-47 |
| Serie D | Colleferro Calcio | Italia | 1954-55 |